# 蒙塔尼亚克拉拉岛
蒙塔尼亚克拉拉岛（西班牙語：Montaña Clara）是西班牙加那利群岛东北部的一个无人小岛，也是奇尼霍群岛的一部分，在格拉西奥萨岛西北两公里处。面积为1.48平方公里，最高点海拔为256米。该岛在行政上隶属于主体部分位于兰萨罗特岛的特吉塞市镇。
岛上海鸟众多，为一个自然保护区的一部分，同时也是奇尼霍群岛自然公园的一部分。